# Академія наук Албанії
Академія наук Албанії (алб. Akademia e Shkencave e Shqiperise) — головна наукова установа Албанії. До складу академії входить 28 дійсних членів, 11 членів-кореспондентів, і 26 почесних членів. Академія складається з двох відділень:
- Відділення соціальних наук і албаністики;
- Відділення природних і технічних наук.

До складу академії також входять такі підрозділи:
- відділ технологічного та інноваційного розвитку;
- відділ зовнішніх і громадських зв'язків;
- бібліотека;
- видавничий відділ.

Бібліотека академії наук Албанії — найбільша наукова бібліотека країни. Заснована в 1975 році з фондом в 10 000 томів, до 1986 року вона мала у своєму розпорядженні зібраннями в 8 120 000 томів.